# Lの季節 〜A piece of memories〜
『Lの季節 〜A piece of memories〜』（エルのきせつ・ア ピース オブ メモリーズ）は、トンキンハウスから1999年8月5日に発売されたプレイステーション用デジタルノベル。2001年6月9日にはベストプライス版（廉価版）が発売された。

## 概要
「現実界」「幻想界」と呼ばれる、それぞれ異なる主人公とヒロインが存在する二つの世界からなり、物語の冒頭でいずれかの主人公を選択する事でそれぞれの世界の物語が展開する。本作には作中の各所に設定されたポイントにおいて任意で使う事によりその後の選択肢の内容が変化し、物語の結末に影響を与える「IPS（口出しシステム）」を搭載。
なお、2001年には本作のキャラクターや世界観を踏襲した『Missing Blue』、2008年7月3日に5pb.から続編『Lの季節2 invisible memories』がそれぞれ発売され、2009年11月26日には『Lの季節』及び『Lの季節2』の両作品をカップリング収録したPSP用ソフト『Lの季節　ダブルポケット』が発売された。

## あらすじ

### 現実界
新聞部に所属する聖遼学園高等部2年生の上岡進（かみおか すすむ）は、変わり映えのしない日常への不満を心の奥底に抱えながらもごく普通の学生生活を過ごしていた。そんなある朝、進は自分の持ち物の中に見慣れぬ「七角ペンダント」がある事に気付く。時を同じくして、学園内で頻発する謎の連続意識喪失事件。次々と犠牲者が増えていく中、学園祭に出す新聞のネタを探していた進は成り行きも手伝い、事件の調査へ乗り出す事にしたのだった。

### 幻想界
聖遼学園内で知られる人気バンド「ZAP」のリーダーを務める、高等部2年生の桐生真（きりゅう まこと）は学園祭最大のイベントである学内バンド対抗音楽コンクールへ出場するために必要なオリジナル曲の作曲に明け暮れる日々を送っていたが、近頃では優勝候補と期待されるプレッシャーもあってかスランプに陥っていた。そんなある朝、真は自分の持ち物の中に見慣れないペンダントがある事に気付く。それは学園内で噂されている不吉な魔導アイテム「魔水晶のペンダント」だった。コンクールの日が近づく中、未だスランプから抜け出せない事に焦る真は、魔水晶に魅入られたようにこれを用い「音楽を生み出す禁断の邪法」に手を染めてしまうのだった。

## 登場人物

### 現実界の登場人物
天羽 碧（あそう みどり）
声：野上ゆかな
7月19日生まれ。血液型O型。身長164cm、体重45kg、3サイズはB82、W57、H82。
高等部2年生。年齢17歳。上岡進のクラスメイトで、写真部だった彼を自らも所属する新聞部に誘い入れた。基本的にクールで自分の考えを毅然と主張し、相手によって態度が両極端になりがちな事から周囲の人々からは近寄りがたい印象を持たれているが、ごく親しい人々に対しては明るく優しい面を見せる。理数系を得意とし、虫の観察とカメラが趣味。
『Missing Blue』『Lの季節2 invisible memories』にも登場。
星原 百合（ほしはら ゆり）
声：柳原みわ
12月2日生まれ。血液型A型。身長159cm、体重43kg、3サイズはB83、W58、H79。
高等部2年生。年齢16歳。かつては快活な性格だったが、一年前に学園内で起きた事件を境に心を閉ざしたように寡黙になり、他人と距離を置くようになった。一人で本を読んでいるか屋上にいる事が多く、そんな姿を訝しむ人々を中心に彼女が連続意識喪失事件に関わっているのではないかと噂されている。
『Missing Blue』『Lの季節2 invisible memories』にも登場。
弓倉 亜希子（ゆみくら あきこ）
声：中川亜紀子
11月9日生まれ。血液型AB型。身長153cm、体重42.5kg、3サイズはB75、W54、H78。
高等部2年生。年齢16歳。上岡進のクラスメイトで東由利鼓の親友。気の弱い面はあるが家庭的でおっとりしていて友達思い、癖のあるロングヘアと優れた記憶力の持ち主。両親は海外で働いており、中等部に在籍する妹のさやかと二人暮らし。そんな家庭環境と妹の将来の事で悩んでいる。
東由利 鼓（ひがしゆり つづみ）
声：柊美冬
12月26日生まれ。血液型A型。身長170cm、体重48kg、3サイズはB84、W59、H83。
高等部2年生。年齢16歳。上岡進のクラスメイトで弓倉亜希子の親友。快活で喜怒哀楽がはっきりしている反面、思いこみが激しく一人で突っ走っては周囲の人々を振り回す事もしばしば。陸上部に所属し、趣味は読書と噂話。新聞のネタを探す進への協力と自身の問題の解決を兼ねて進、亜希子と共に学園の七不思議を追う事になる。
弓倉 さやか（ゆみくら さやか）
声：田村ゆかり
7月18日生まれ。血液型AB型。身長152cm、体重40kg、3サイズはB71、W51、H75。
中等部2年生で、弓倉亜希子の妹。14歳。性格は姉とは全く違い快活で人懐っこく自信家だが、気分屋でわがまま、甘えん坊な面もある。成績は学内トップクラスで、吹奏楽部に所属（トロンボーン担当）。趣味は小物集め。
草壁 湊（くさかべ みなと）
声：紗ゆり
4月27日生まれ。血液型O型。身長165cm、体重47kg、3サイズはB84、W61、H85。
高等部の教諭で物理を担当。26歳。いつもマイペース、ぶっきらぼうで気だるげな振る舞いから、学内では変わり者と見られているが、生徒思いで一部の女子生徒の間ではカルト的人気を得ている。聖遼学園のOGであり、「自立と自由」を教育方針としている。
鵜野杜 椎奈（うのもり しいな）
声：桑島法子
6月15日生まれ。血液型A型。身長156cm、体重42kg、3サイズはB81、W56、H80。
高等部2年生で、星原百合、井之上武士、沢村美都のクラスメイト。年齢17歳。優しく真面目な女の子で天羽碧と仲が良いが、碧を快く思わない美都との板ばさみになり悩んでいた折りに顔見知りだった上岡進に相談する事になる。
『Lの季節2 invisible memories』にも登場。
井之上 武士（いのうえ たけし）
11月12日生まれ。血液型O型。身長174cm、体重64kg。
高等部2年生で、上岡進とは中等部以来の親友。年齢16歳。学園内の様々な情報に通じているが、正義感が強く特に星原百合に関わる噂話を嫌っている。陸上部に所属しており、部の仲間である東由利鼓に密かな好意を寄せている。
沢村 美都（さわむら みと）
3月6日生まれ。血液型B型。身長166cm、体重47kg、3サイズはB83、W58、H82。
高等部2年生で生徒会の副会長。年齢16歳。気が強く少々きつい面もあるが友達思い。クラスメイトの鵜野杜椎奈とは仲が良いが、その友人である天羽碧とは事あるごとに対立し、噂の中心人物である星原百合に対しても生徒会が関わっていると誤解される事を恐れ、嫌っている。
『Lの季節2 invisible memories』にも登場。
川鍋 宗治（かわなべ そうじ）
声：山口勝平（ドラマCDのみ）
9月20日生まれ。血液型B型。身長169cm、体重55kg。
高等部3年生で上岡進と天羽碧が所属する新聞部の部長であり創始者。年齢18歳。自分が新聞部員として関われる最後の学園祭に向けた校内新聞の記事にすべく連続意識喪失事件の調査を提案するも碧の猛反対を受け、進に調査を頼もうとする。
菅沼 慎一（すがぬま しんいち）
8月7日生まれ。血液型O型。身長172cm、体重65kg。
高等部で古文を担当する教諭であり新聞部の顧問だが部は部長の川鍋宗治に任せきり。根は真面目だが話好きで、自慢話になる事もしばしば。年齢29歳。
『Lの季節2 invisible memories』にも登場。
山崎（やまざき）先生
上岡進の在籍する2年B組の担任。意識喪失事件の最初の被害者となった。
『Lの季節2 invisible memories』にも登場。
森本（もりもと）
上岡進のクラスメイトで進の隣席の男子生徒。授業中に意識を失い山崎先生に次ぐ被害者となった。
龍胆（りんどう）先生
高等部で地理を担当する女性教諭で、東由利鼓から七角ペンダントを没収した人物。ヒステリックな面があり、生徒達の評判はあまり良くない。

### 幻想界の登場人物
鈴科 流水音（すずしな るみね）
声：池澤春菜
4月7日生まれ。血液型AB型。身長164cm、体重48kg、3サイズはB84、W55、H84。
高等部2年生で桐生真のクラスメイト。年齢17歳。性格は素直になれない面はあるが快活でハイテンション、制服を自分好みに改造している程のオシャレ好き。実はゴースト（幽霊）だが生前の体験から、音楽を避けている。美術部に所属（但し文字どおりの幽霊部員）しており、趣味はアクセサリー集め。
『Missing Blue』『Lの季節2 invisible memories』にも登場。
舞波 優希（まいなみ ゆうき）
声：堀江由衣
2月10日生まれ。血液型A型。身長150cm、体重36kg、3サイズはB77、W52、H80。
中等部2年生。年齢13歳。小さな体に不釣合いな程の大鎌を携え、守護精霊のツチノコ「ぽち」を連れた死神族の女の子。自身の気の弱さと、優秀な兄である聖邪に対するコンプレックスに悩んでいる。美術部に所属しており、絵の腕前はコンクールで賞を取ったほど。
『Missing Blue』『Lの季節2 invisible memories』にも登場。
湖潤リリス（こうるい リリス）
声：夏樹リオ
妖精バージョン　8月21日生まれ。血液型O型。身長15.8cm、3サイズはB7.4、W4.4、H7.2。
人間バージョン　8月21日生まれ。血液型O型。身長158cm、3サイズはB84、W54、H82。
高等部1年生で、音楽室のピアノを依代とする音楽の妖精。年齢16歳。力のある音楽を聴くことによって人間の姿へと成長することができるが、未だそこまでには至っておらず性格も無邪気で子供っぽい。桐生真の音楽に目をつけ、彼の音楽から力を得ようと付きまとう。
氷狩 吹雪（ひかり ふぶき）
声：生駒治美
5月17日生まれ。血液型O型。身長171cm、体重54kg、3サイズはB86、W57、H86。
高等部2年生で空手部の主将。年齢17歳。褐色の肌と赤い瞳、鎖でまとめた銀色の髪を持つ雪妖族（いわゆる雪女）。その鋭い眼差しや凛とした佇まいに惹かれる女子生徒は多く、取り巻きがいるほど。2年前のとある事件に関わった舞波聖邪を嫌っており、桐生真とも折り合いが悪い。
霧城 七衣（きりしろ なない）
声：鈴木真仁
1月30日生まれ。血液型A型。身長149cm、体重42kg、3サイズはB88、W51、H74。
高等部1年生で図書委員。かつて魔水晶に魅入られた霧城昂によって生み出された、二次元と三次元を行き来出来るという極めて特異な魔法生命体『絵の中の少女』。16歳。性格はマイペースでおっとりしており、基本的に絵の世界の住人であるためか三次元（絵の外）の世界への関心は薄く、漫画ばかりを読みふけっている。
『Lの季節2 invisible memories』にも登場。
エリザ・ノインテーター
声-山口由里子
12月25日生まれ。血液型B型。身長169cm、体重54kg、3サイズはB92、W60、H88。
聖遼学園を運営するヴァンパイア族の名門ノインテーター家の息女で、聖遼学園理事長の娘。24歳。病床に伏す父に代わり理事長代理を務めている。容姿端麗で気さくな為か男子生徒達の人気は高い。かつて問題を起こした桐生真を庇った事もあり、彼にとって頭の上がらない人物の一人。
リ・サ
声：山本麻里安
10月11日生まれ。血液型不明。身長153cm、体重39kg、3サイズはB78、W53、H77。
桐生真のクラスへ転入してくる、獣人（モモンガ）の女の子。年齢16(？)歳。一つのことに集中すると周りが見えなくなってしまう猪突猛進ぶりで真達を翻弄する。動物と会話する能力を持ち、炭酸飲料が苦手。
『Missing Blue』にも登場。
舞波 聖邪（まいなみ せいじゃ）
声：三木眞一郎（ドラマCDのみ）
5月28日生まれ。血液型A型。身長187cm、体重72kg。
舞波優希の兄であり聖遼学園のOB。18歳の若さで心霊管理局のエージェントを務めるエリート。守護精霊のワイバーンを従え、常に冷静沈着で任務の為には非情さも見せるが、妹の優希には甘くなりがち。
『Lの季節2 invisible memories』では名前のみ登場。
竜崎（りゅうざき）
高等部2年生の夜叉族。桐生真が率いるバンド「ZAP」のメンバーで、ベースを担当。頭に血の上りやすい真と虎島の抑え役。
虎島（こじま）
高等部2年生のダークエルフ族。桐生真が率いるバンド「ZAP」のメンバーで、ドラムを担当。非常に気が短く、学園の要注意人物。
風月 雅（ふうづき みやび）
空手部に所属する、高等部1年生のシルフ族。良家の子女で、上品に立ち振る舞う。氷狩吹雪の取り巻きの一人。
利羅・アンバートパーズ（リラ・アンバートパーズ）
空手部に所属する、高等部1年生のワータイガー族。ライカンスロープの中でも血の気が多いとされる種族故か、何でも力で解決しようとしがち。氷狩吹雪の取り巻きの一人。
紅川 蓮（くれないがわ れん）
聖遼学園の図書委員を務める、魔法図書を管理させる為に生み出された傀儡（魔法生命体の一種）。必要外の行動をとる事はなく、自己防衛の意味で表情の変化も乏しい。
『Lの季節2 invisible memories』にも登場。
五條（ごじょう）
生徒会に所属する、成績優秀で真面目な高等部2年生。学園祭で催される音楽コンクールの運営を取り仕切っているが、問題の多い「ZAP」を嫌悪している。人間族。
霧城 昂（きりしろ こう）
聖遼学園の生徒で絵を描く事を好む人物だったが、2年前「魔水晶」に魅入られ霧城七衣と魔楽譜を生み出した。それだけでなく、さらなる凶事を働こうとしたが魔水晶を封じようとした舞波聖邪の手にかかり命を落とした。

### 両世界共通
トリスメギストス
この物語の黒幕。七角ペンダントを通じて現実界・幻想界双方の主人公に干渉してくる。老人や少女、異形などの姿を取る。

## シナリオ分岐について
本作では1回目のプレイで到達できるエンディングが限られており、その結末によって次回のプレイから入れるシナリオやエンディングが増えていく仕組みとなっている。
なお、本作には多くのアドベンチャーゲームにみられるシナリオやCGのデータ閲覧用の独立したシステムデータを作成する機能がなく、一つのクリアデータを次のプレイに持ち越しながらデータを蓄積する仕様となっている。そのため全ての項目の達成率を100%にする為には、繰り返しクリアデータを持ち越しなければならなかったが、次作『Missing Blue』ではこれらは改善された。

## スタッフ
- キャラクターデザイン：渡辺明夫
- プロデューサー：盛政樹
- シナリオ：石川克世
- 企画：小山芳之

### 主題歌
オープニングテーマ「手ごたえのない愛」（Amemura O-town Record）
作詞/作曲/歌：小松未歩・編曲：古井弘人
1998年、DEENに提供した曲のセルフカバー。アルバム「小松未歩 2nd 〜未来〜」に収録。

## 関連商品

### 書籍
公式攻略ガイド（攻略本：1999年8月25日発売）
発行：メディアワークス
パーフェクトリファレンス（攻略本：1999年9月6日発売）
発行：ソフトバンクパブリッシング
ビジュアルファンブック（2000年1月7日発売）
発行：エンターブレイン
Missing Memory（小説：1999年10月25日発売）
発行：メディアワークス（電撃G's文庫）
初期のゲーム構想では主人公は警備員という設定で、小説はそれをもとにした現実界サイドの内容となっており、シナリオを手がけた石川克世の文章に渡辺明夫がイラストを添えている。
プレミアムストーリーズ（1999年9月27日発売）
発行：エニックス
桜野みねねをはじめ、エニックスでおなじみの漫画家たちによるアンソロジーコミック。
アンソロジーコミック（2000年4月6日発売）
発行：ソフトバンクパブリッシング
作家14人による162頁に及ぶアンソロジーコミック集。

### CD
サウンドトラック（PCCB-00398：1999年10月20日発売）
発売元：ポニーキャニオン（SCITRON）
本編で流れるBGMのアレンジバージョンと幻想界・現実界それぞれのトップヒロインのイメージソングを収録。
| 01.ぼくたちの居場所 Vocal：天羽碧（野上ゆかな） 02.天羽碧のテーマ 03.星原百合のテーマ 04.東由利鼓のテーマ 05.弓倉亜希子のテーマ 06.弓倉さやかのテーマ 07.草壁湊のテーマ 08.鈴科流水音のテーマ 09.湖潤リリスのテーマ 10.氷狩吹雪のテーマ | 11.霧城七衣のテーマ 12.舞波優希のテーマ 13.エリザのテーマ 14.リ・サのテーマ 15.舞波聖邪のテーマ 16.鵜野杜のテーマ 17.安らぎのテーマ 18.喜びのテーマ 19.絶えゆく命のテーマ 20.流水音のピアノ曲 | 21.驚愕のロック 22.悪夢のテーマ 23.魔水晶のテーマ 24.戦闘のテーマ 25.告白のテーマ 26.芽生えのテーマ 27.抱擁のテーマ 28.ノーマル･エンディング 29.バッド･エンディング 30.コミカル･エンディング | 31.グッド･エンディング1 32.「幻想」「現実」〜時が経つまで〜 Vocal：鈴科流水音（池澤春菜） |
ドラマCD（PCCB-00399：1999年11月3日発売）
発売元：ポニーキャニオン（SCITRON）
ゲーム本編に登場するキャラクターたちによる1話完結型の完全オリジナルドラマ。
幻想界2本（1話、4話）、現実界2本（2話、3話）、複合編1本（5話）、座談会（6話）の6編からなり、オリジナルキャラクターも登場する。
出演
舞波優希、星原百合、天羽碧、東由利鼓、弓倉亜希子、弓倉さやか、湖潤リリス、霧城七衣、舞波聖邪、鵜野杜椎奈、川鍋宗治、
静子（小田木美恵）、博史/月守（出口佳代）、弦田/ルーズ（松田佑貴）、才輝（山口隆行）、博士/指揮者（宗矢樹頼）、音楽教師（川島得愛）
※ （）内はオリジナルキャラクターの声優
| 01.「心の成長ってなぁに？」 02.「小さな居候」 03.「LOVEの季節?」 | 04.「もう一度、抱きしめて」 05.「ウワサ話の作り方」 06.おまけ「裏Lの季節」 |

### その他
- トレーディングカード（ホビージャパン）
- キャラクターグッズ（ホビージャパン/ソフトバンクパブリッシング ほか）